# Juan Sanchez Villa-Lobos Ramirez
Juan Sanchez Villa-Lobos Ramirez est un personnage fictif des films Highlander, il est interprété par l'acteur Sean Connery et doublé en version française par Jean-Claude Michel.

## Biographie de fiction
Il devient immortel vers 850 av. J.-C. et rencontre Graham Ashey qui deviendra son maître, ainsi que Nakano.
Vers 1530, il est le chef métallurgiste du roi Charles Quint.
(Il se présente comme étant au service de Charles V d’Espagne, ce qui est une incohérence. L’empereur Charles V (Quint), en tant que roi d’Espagne; était nommé Charles Ier) 
En 1541, en Espagne il rencontre un de ses vieux amis, Darius. Il est décapité par Kurgan en Écosse alors qu'il était en train d'effectuer l'entraînement de son nouveau et jeune ami Connor Macleod.

## Personnalité
Ramirez est une personne intelligente, réfléchie et cultivée. Il doit ses qualités à une longue vie sur terre. Grâce à ses divers voyages, il a acquis de multiples connaissances. C'est un féru d'art et de sciences, c'est pourquoi en tant qu'homme de culture, il trouve les traditions écossaises de son ami Connor grossières. Il dispose également d'un certain charme et qui, au cours de sa vie, a séduit plus d'une femme, en témoignent les anecdotes qu'il échange avec Heather MacLeod. Toutefois, c'est un homme de raison qui a conscience de la douleur de l'amour lorsqu'on est immortel, chose qu'il essaiera de faire comprendre à Connor. Malgré cela, Ramirez reste un homme bon et protecteur qui a le sens des responsabilités[réf. nécessaire].